# High Bridge (Appomattox River)
Die High Bridge ist heute eine stählerne Trestle-Brücke über den Appomattox River, die als Fußgänger- und Fahrradbrücke die Hauptattraktion des High Bridge Trail State Park ist, einer touristischen Einrichtung rund 6 km östlich von Farmville im Prince Edward County in Virginia, USA.
Ursprünglich war die High Bridge eine 1854 eröffnete Eisenbahnbrücke der South Side Railroad, die etwa in der Mitte ihrer Strecke zwischen Lynchburg und Petersburg stand.
Sie spielte eine entscheidende Rolle am Ende des amerikanischen Brügerkriegs zwischen 1861 und 1865.

## Geschichte

### Hölzerne Fachwerkbrücke (1854)
Die erste Brücke wurde in den 1850er Jahren von C. O. Sanford für die Southside Railroad gebaut und 1854 eröffnet. Die eingleisige, rund 731,5 m (2400 ft) lange und 38 m (125 ft) hohe Brücke hatte 20 Pfeiler aus Ziegelmauerwerk mit Granitfundamenten und 21 hölzerne, durch Bögen verstärkte Fachwerkträger (Burr Trusses) mit oben liegendem Gleis. Die Fachwerkträger waren breit genug, um beidseits des Gleises einen Gehweg aufzunehmen. Gegenwärtig sind noch 13 der ursprünglich 20 Pfeiler erhalten. Die Brücke war damals eine der längsten hölzernen Eisenbahnbrücken der Welt. Der Granit für die Fundamente stammte aus nahe gelegenen Steinbrüchen und die Ziegel wurden in Öfen bei den Pfeilern gebrannt. Es ist nicht bekannt, wird aber angenommen, dass die an der Brücke tätigen Arbeiter überwiegend afroamerikanische Sklaven waren.
Im Tal gab es außerdem eine Brücke für Fuhrwerke, die als lower wagon bridge bezeichnet wurde.
Im Sezessionskrieg spielte die South Side Railroad und die High Bridge eine wichtige Rolle bei der Versorgung der konföderierten Truppen.
Während des Appomattox-Feldzuges in den letzten Tagen dieses Krieges versuchten Unionstruppen unter General Ulysses S. Grant am 6. April 1865 die konföderierten Truppen des Generals Robert E. Lee am Überqueren des Appomattox Rivers nach Norden auf der von ihnen gesicherten High Bridge zu hindern und diese abzubrennen. Sie wurden aber von den konföderierten Einheiten in heftigen Kämpfen daran gehindert, die den Fluss dann erfolgreich überquerten. Am nächsten Tag versuchten sie ihre Nachhut vor der Verfolgung durch die Unionstruppen zu sichern, indem sie nun ihrerseits die Brücke abbrannten. Unionstruppen versuchten dies zu verhindern, so dass nur vier der hölzernen Fachwerkträger, nicht aber die unten am Fluss liegende Fuhrwerksbrücke zerstört wurden. Die Unionstruppen konnten darauf die Konföderierten weiter verfolgen, bis der Krieg am 9. April 1865 durch Lees Kapitulation im Appomattox Court House faktisch beendet wurde. Die Schäden an der Brücke wurde bald danach durch eine hölzerne Trestle-Konstruktion repariert.

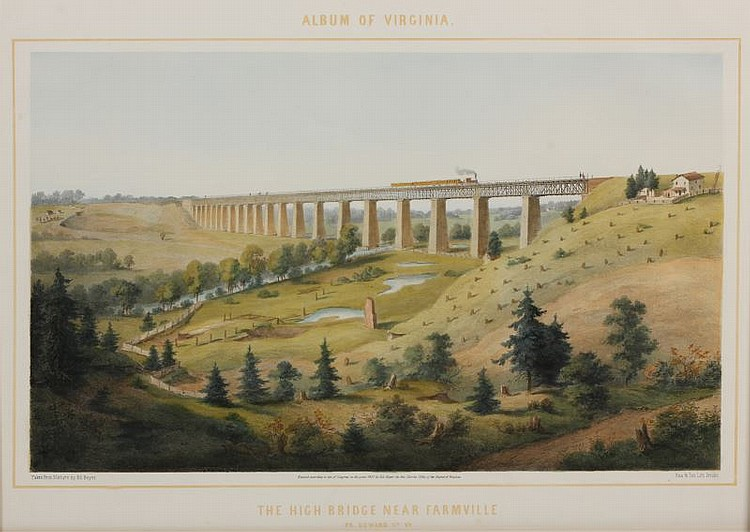
The High Bridge near Farmville. Abbildung aus dem Album of Virginia mit vereinfachten Fachwerkträgern
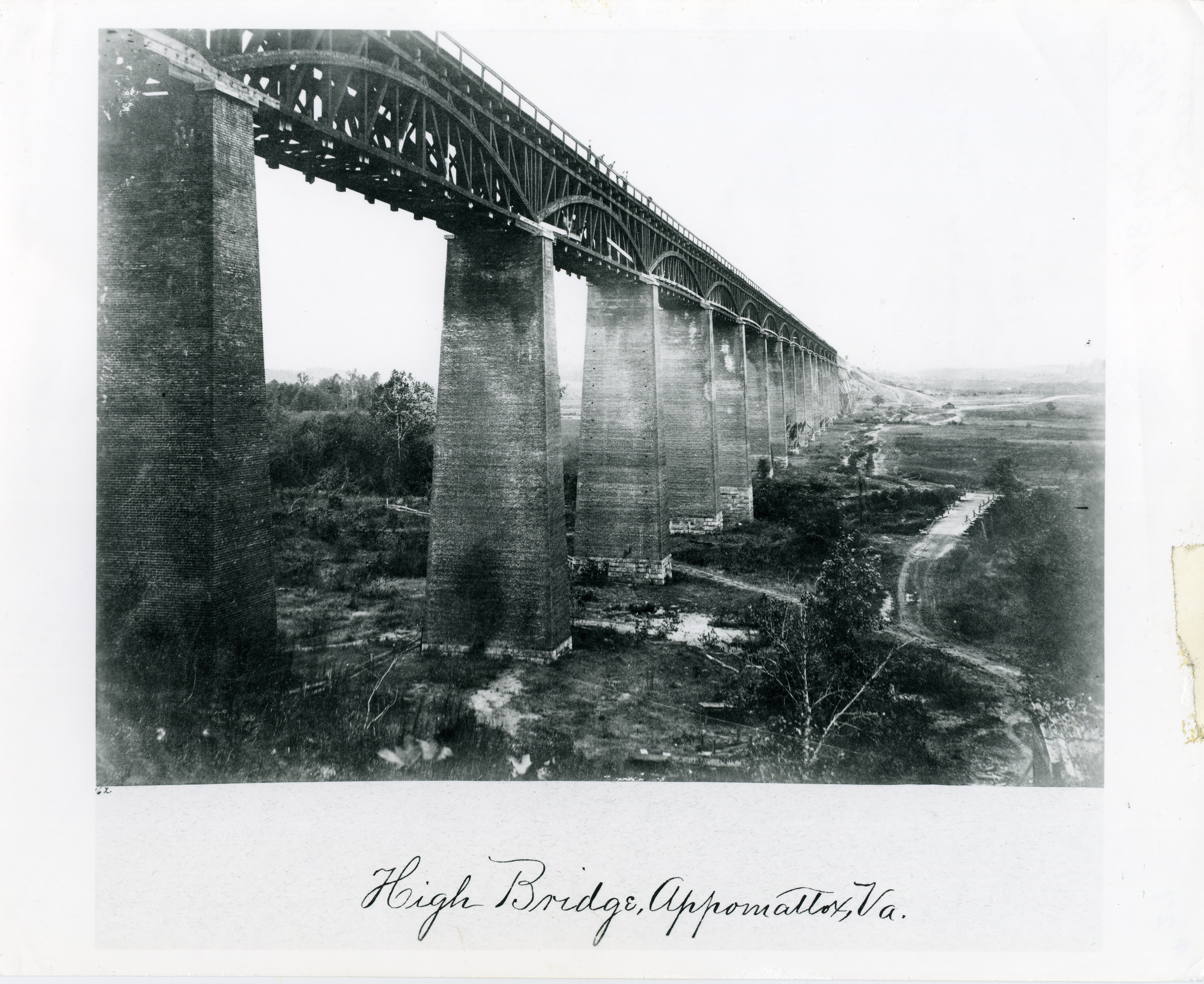
Historisches Foto der High Bridge, rechts in der unteren Hälfte die lower wagon bridge
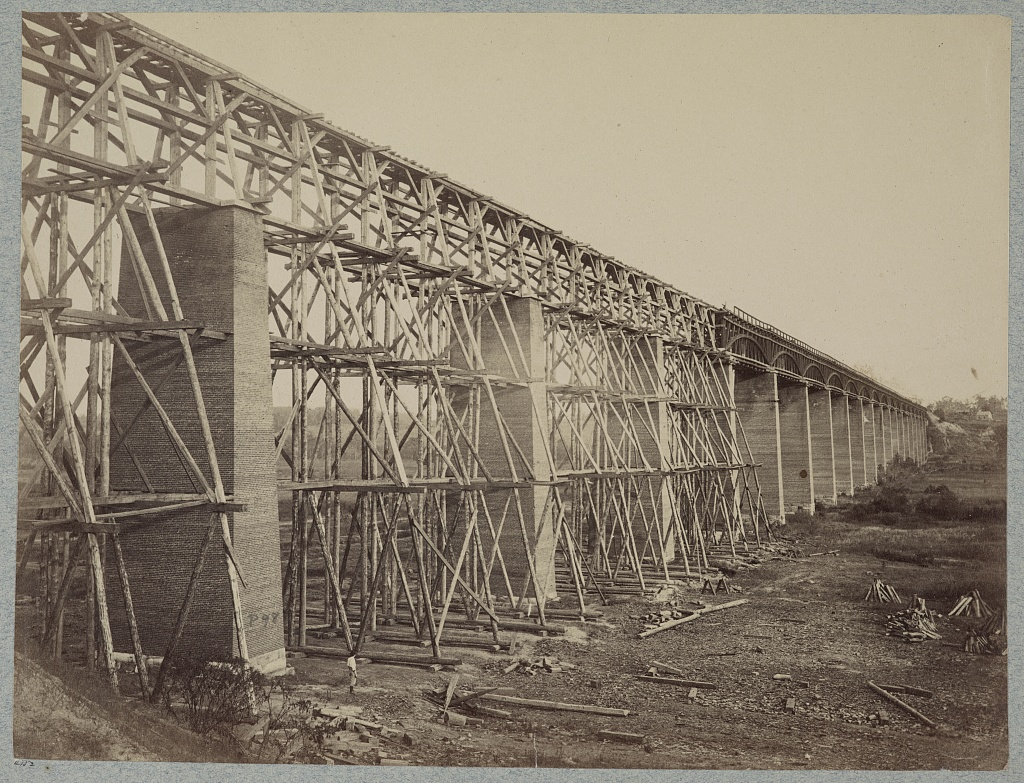
High Bridge mit vier reparierten Öffnungen
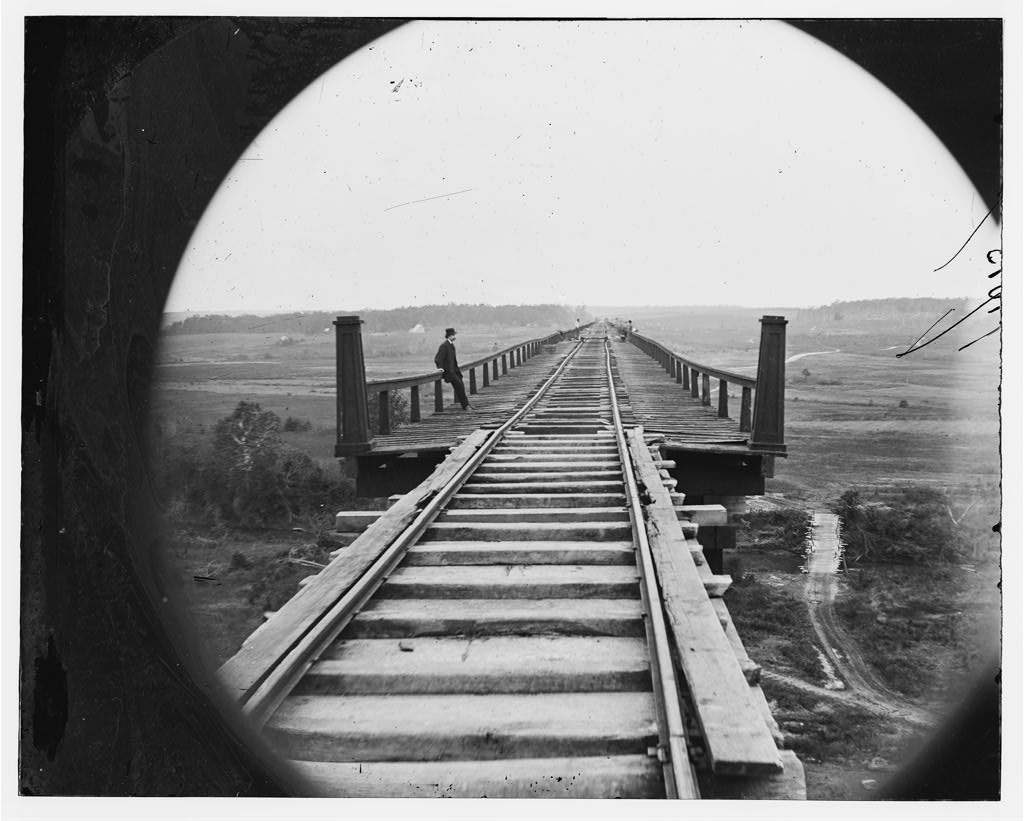
Gleise der High Bridge nach der Reparatur

### Schmiedeeiserne Fachwerkbrücke (1869)

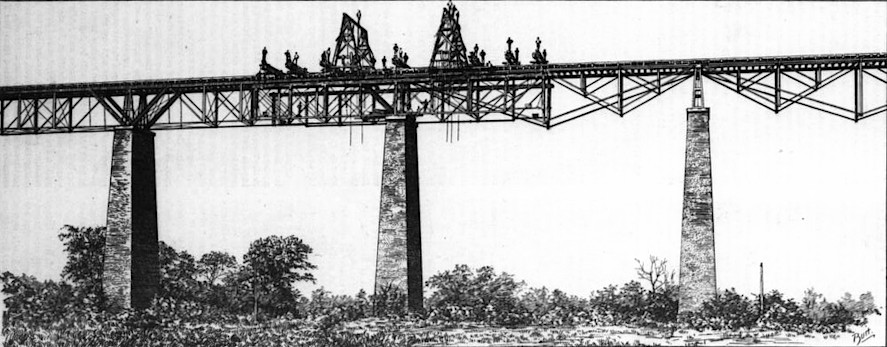
Austausch der Fink-Träger 1886

1869, also wenige Jahre nach dem Bürgerkrieg, ließ die South Side Railroad die mittlerweile 17 Jahre alten hölzernen Brückenträger (und die provisorische Trestle-Konstruktion) von dem Unternehmen Smith, Latrobe & Co. durch schmiedeeiserne Finkträger ersetzen, die von der Phoenix Iron Co. geliefert wurden.

### Schmiedeeiserne Fachwerkbrücke (1886)

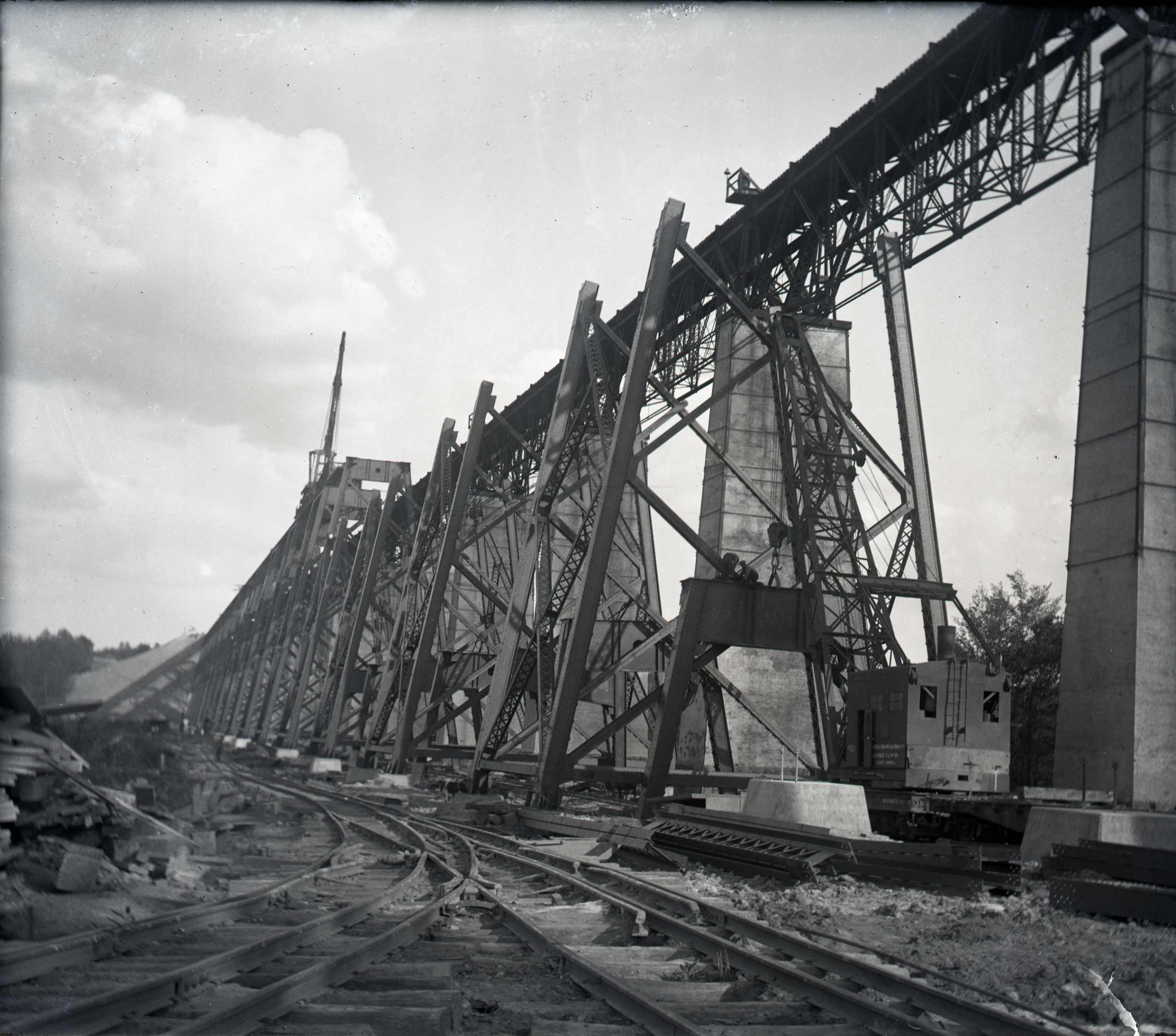
Bau der Trestle-Brücke 1914

1886 waren die Fink-Träger den größer gewordenen Verkehrslasten nicht mehr gewachsen. Die Norfolk and Western Railroad, die die Strecke übernommen hatte, ließ daher die Fink-Träger von Frederick H. Smith, der Nachfolgefirma von Smith, Latrobe & Co., durch Pratt-Träger ersetzen. Der Austausch wurde mit Hilfe eines beweglichen Montageträgers in zusammen 60 Tagen praktisch ohne Unterbrechung des Zugverkehrs vorgenommen.

### Stählerne Trestle-Brücke (1914)
1914 war auch diese Brücke den schwerer gewordenen Lokomotiven und Zügen nicht mehr gewachsen. Die Norfolk & Western Railroad ließ daher neben den alten Mauerwerkspfeilern eine komplett neue stählerne Trestle-Brücke mit Vollwandträgern bauen – die heutige Fußgänger- und Fahrradbrücke. Die jetzt 737 m (2418 ft) lange Brücke hat 21 stählerne Trestle-Pfeiler und 22 Öffnungen mit genieteten Vollwandträgern. Die Stahlstreben der Pfeiler stehen jeweils auf vier Beton-Fundementen.
Die Brücke wurde bis 1979 für Personenzüge und bis 2005 für Güterzüge benutzt. Danach wurde sie zu der heutigen Fußgänger- und Fahrradbrücke im High Bridge State Park umgebaut, die im April 2012 eröffnet wurde.